# فينيرا 10
فينييرا 10 مسبار فضاء سوفيتي الصنع مهمته كانت استكشاف كوكب الزهرة ومؤلف من جزئين. جزء يبقى في مدار حول الزهرة وجزء يهبط إلى سطح الزهرة وأطلق في 14 يونيو 1975 في الساعة 03:00:31 حسب التوقيت العالمي.

## المركبة المدارية
دخل المسبار مدار الزهرة في 23أكتوبر 1975 وكانت مهمتة في المحافظة على الاتصال مع مركبة الهبوط واستكشاف طبقات الغيوم في الغلاف الجوي وبارامترات الغلاف الجوي وكان يحوي على العديد من المعدات والأجهزة العلمية.
تتألف مركبة المدار من إسطوانة وجناحين من ألواح شمسية وهوائي عالي على شكل قطع مكافئ ويلامس سطحه منحني الجسم. ووحدة على شكل جرس تمسك بنظام الدفع ومركب على الجزء السفلي من الجسم وفي قمته شكل كروي بقطر 2.5 متر يمسك بعربة الهبوط

## مركبة الهبوط
انفصلت مركبة الهبوط في 23أكتوبر 1975 عن المركبة المدارية وهبطت في 25 أكتوبر بالساعة 05:17 في الجانب المقابل للشمس. تم استخدام دارة لنوزيع سائل تبريد للتغلب على الزيادة والحمل الحراري يسمح هذا النظام بالإضافة إلى المبرد الأولي من مقاومة الحمل الحراري للمركبة لمدة 65 دقيقة بعد الهبوط. وبذلك تم تبديد الحرارة أثناء الهبوط.
هبطت على بعد 2200 كم من فينيرا 9 وبعد ثلاث أيام استطاعت قياس سرعة رياح سطحية بلغت 3.5 متر في الثانية. كمت قاست ضغط ودرجة الحرارة الغلاف الجوي على عدة ارتفاعات أثناء الهبوط. وكان فينيرا 10 ثاني مركبة فضائية بعد فينرا 9 يرسل صور أبيض وأسود تلفزيونية لسطح الزهرة.